# فرودگاه آبی دریاچه فنسی
فرودگاه آبی دریاچه فنسی (به انگلیسی: Fancy Lake Water Aerodrome) یک فرودگاه همگانی است . این فرودگاه در کشور کانادا قرار دارد و در ارتفاع 59 متری از سطح دریا واقع شده است.